# Force Touch
Force Touch est un dispositif haptique développé par Apple qui permet aux pavés et écrans tactiles de distinguer différents niveaux de pression d'une force appliquée sur leur surface. Il utilise des sondes de pression pour ajouter une nouvelle méthode d'entrée sur les appareils Apple,. Cette technologie a été présentée pour la première fois le 9 septembre 2014 sur les Apple Watch, qui plus tard a été intégrée sur les autres produits Apple dont notamment les MacBook, et le Magic Trackpad 2. Cette technologie possède le nom de 3D Touch sur les iPhone. Cette technologie améliore la utilisabilité du logiciel en offrant une « troisième dimension » à la saisie. L'accès à des raccourcis, la prévisualisation de détails, le dessin et les fonctionnalités du système permettent aux utilisateurs d'interagir avec le contenu affiché en appliquant une force sur la surface de saisie.
3D Touch possède trois niveaux de pression. Il permet donc de détecter une pression légère, moyenne ou forte sur l'écran de l'iPhone.